# Parafia św. Wawrzyńca w Wilkowie
Parafia św. Wawrzyńca w Wilkowie – parafia rzymskokatolicka należąca do dekanatu Biała Rawska diecezji łowickiej. Erygowana w XIII wieku.
Obecny, modrzewiowy kościół parafialny jest trójnawowy, konstrukcji zrębowej i orientowany. Został wzniesiony w XVII wieku.
Od 2009 roku proboszczem parafii jest ks. kan. mgr Marek Wojciechowski.

## Zasięg parafii
Do parafii należą wierni z następujących miejscowości: Annopol, Błogosław, Bolesławiec Leśny, Bronisławów, Czesławin, Jadwigów, Jakubów, Kacperówka, Łaszczyn, Wilcze Piętki (część), Wilcze Średnie, Wilków Drugi, Wilków Pierwszy, Zalesie i Załuski (część).